# Labuy
Labuy is een bestuurslaag in het regentschap Aceh Besar van de provincie Atjeh, Indonesië. Labuy telt 604 inwoners (volkstelling 2010).